# إبراق لاسلكي

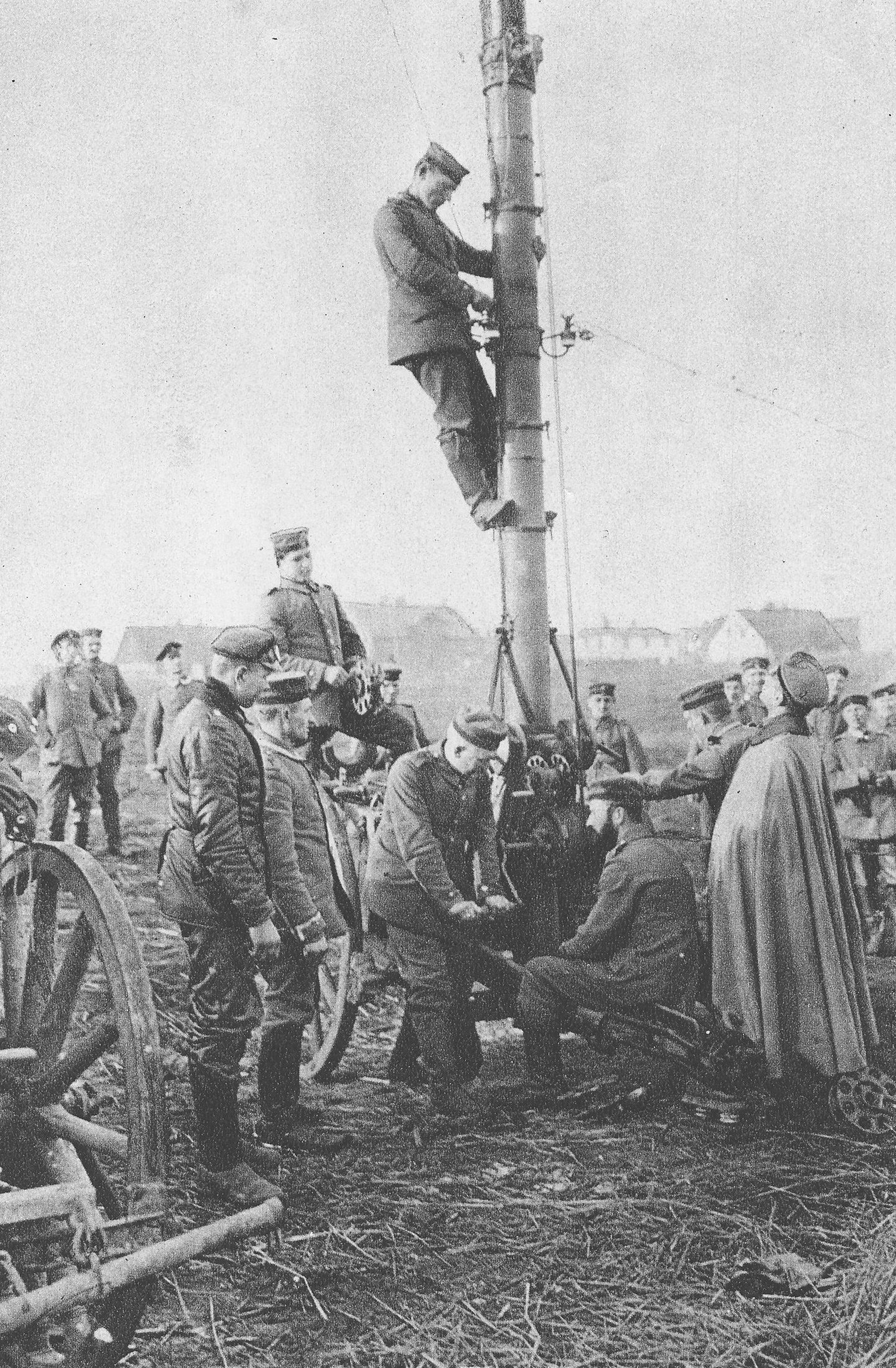
جنود ألمان يقومون بإنشاء عامود للإبراق اللاسلكي أثناء الحرب العالمية الأولى.

إبراق لاسلكي أو تلغراف لاسلكي (بالإنجليزية: Wireless telegraphy)‏ هو مصطلح تاريخي يستخدم اليوم للإشارة إلى التقنيات والتجارب الأولى للراديو، وهو إرسال الإشارات الكهربائية بدون سلك. وخاصة تلك التي جرت في العقود الثلاث الأولى للراديو (1887 إلى 1920) قبل استخدام مصطلح الراديو. وقد اقترن الإبراق اللاسلكي بشفرة مورس في أرسال إشارات الموجات الكهرومغناطيسية مدة طويلة قبل الراديو، وأحيانا يسمي تلغراف بالراديو.

## بداية الإبراق باللاسلكي

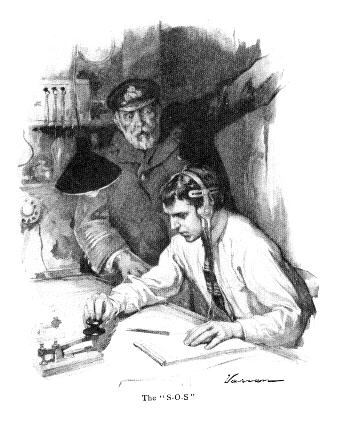
مشغل راديو على متن سفينة غارقة، والقبطان خلفه، أثناء عصر التلغراف اللاسلكي قبل عام 1920، يرسل نداء للإنقاذ؛ الحروف "SOS"

ظهر مصطلح الإبراق اللاسلكي كوصف للإشارات الكهربائية التي تنتقل دون وجود أسلاك كهربائية تربط بين نقطتي نهاياتها. كان الهدف من هذا المصطلح تمييزه عن الإشارات التقليدية الكهربائية للتلغراف التي تتطلب وجود سلك اتصال بين نقاط النهاية. في البداية، استخدم المصطلح لوصف مجموعة متنوعة من التكنولوجيات المتنافسة لإيصال الرسائل المشفرة والرموز، بدون أسلاك في مطلع القرن العشرين، لكن مع الوقت أصبح المصطلح يشير تحديدًا إلى الراديو.
انتشر تعبير إبراق لاسلكي أوائل القرن الماضي عندما استخدم مرسل يعمل بالشرارة الكهربائية المولدة بين قطبين بينهما مسافة صغيرة، واستخدم مستقبل لتلقي الإشارة في صورة راديو بسيط. ولكن التطور حتي ذلك الحين يعود إلى بداية 1800 لمايكل فاراداي وهاينريش هرتز. وأثبت هرتز وجود الموجات الكهرومغناطيسية (أو موجات الراديو) من خلال عدة تجارب أجراها آنذاك في ألمانيا عام 1880.
وسرعان ما أصبح التلغراف اللاسلكي يشير إلى شفرة مورس التي تنتقل عبر موجات راديوية (موجات كهرومغناطيسية)، واستمر ذلك لعقود قبل أن تصبح مرتبطة بمصطلح الراديو. بدأ الإبراق اللاسلكي في عشرينيات القرن العشرين ينتشر في العديد من التطبيقات، وأصبح الأساس للإذاعة. واستمر استخدامه في الإبراق من نقطة إلى نقطة تجارية أخرى، وفي الحكومة والاتصالات العسكرية، وتطورت ليصبح شبكات. كما لا يزال يستخدم على نطاق واسع اليوم بين هواة اللاسلكي حيث يشار إليها بالموجة المستمرة.